# Chamseddine Dhaouadi
Chamseddine Dhaouadi (Tunisi, 16 gennaio 1987) è un calciatore tunisino, difensore dell'Espérance e della Nazionale tunisina.